# Gracilis
Gracilis (eller smala lårmuskeln) är benets näst längsta muskel. Den är den mest ytliga muskeln på lårets mediala sida. Den har sitt ursprung i ensymfysaponeuros och fäster på tibias mediala kondyl. Muskeln är en svag flexor av knät och en svag adducerare av höften och innerveras av n. obturatorius.